# 山鹿流

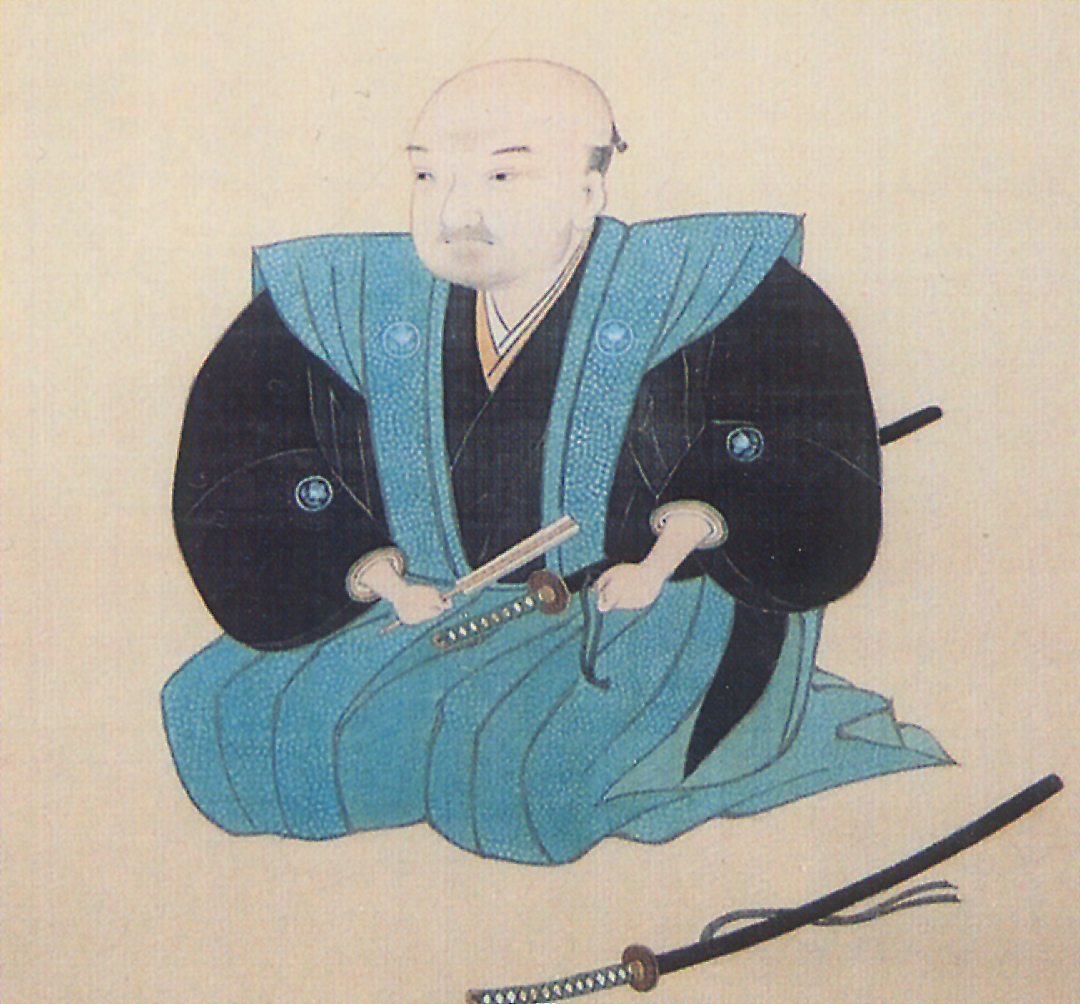
山鹿素行

山鹿流（やまがりゅう）は、山鹿素行によって著された兵学（兵法）の流派。

## 山鹿流の概要
林羅山に入門して漢学教育を受けた山鹿素行は、仏教、道教の思想にも通じ、神道和学の故実を踏まえて甲州流軍学の小幡景憲、北条流の祖・北条氏長の門下として軍学の修得をした。山鹿流は、単に戦法学というより、太平の時代に士道学としての広い構想の下に講受された。事理一体を基盤とし、道源・学問・力行の三要を力説し、「修教要録」「治教要録」に則って、修身、治国の大道を強調、武経兵法、兵法戦法論を研究しながら、実学・教学に重点を置いた士道教育がなされた。

## 教義・思想

### 兵法
- 「天守は戌亥（北西）の吉方に置くべし」（『武教全書』第三・築城）[2]
- 「仇討ちは、天下の大道にて目のある場（衆人環視）で討ち果たすが手柄と云うべし。放し（自由に行動できること）の敵が家中に居るを、人知れず踏み込むは悪しき下策なり。是れ夜盗と大差なし」（『山鹿語類』、巻二十九）
- 「また、敵と狙われし者は疾く逃ぐるに若かず。隠るなどして討たれぬ工夫するが分別なり。それを臆病などと謗るは訳知らずと言へり。果し（両者合意）に有らずを避け、命を惜しむは恥にあらず」（同、士談八・報仇論）

### 日本的聖学
- 「万世一系の天子（天皇陛下）を戴く本朝（日本）こそ中華（中国という意味でなく、聖賢の国・理想の国の意）なり」（『中朝事実』）
- 「抑々天下は正統と云ふことを弁ずべし。天応じ人順ひて、共に天子の位を嗣続あること也」

### 士道
- 「士たるものは人倫の道を実践し、農・工・商の模範と成り、三民を教化していかねばならぬ」（『武教小学』）
- 「士は怒りにまかせ行動すべからず。憤怒の心は身を亡ぼす」（『山鹿語類』、巻五）
- 「武は不祥の器なり。国家人民のことにかからざれば用いるべからず。天下国家を思わず、我一人我が家のみの為に使う兵、民これにより死して国滅ぶ」（『孫氏諺義』第十四）
- 「自身の高名誉の儀之有りと雖も、公儀御為に対し然るべからざる儀は、武を以て為すを許容致すべからざる事」（『武教全書』巻四）

### 君臣論
- 「凡そ君臣の間は他人と他人の出合にして、其の本に愛敬すべきゆゑんあらず」
- 「例ひ君たりとも、道に則って自身を制御できぬ者、君にあらず」
- 「君を屡諫めても用ひられぬ時、君に礼の欠く時は自ら去り、士は二君に仕えるべし」（『山鹿語類』巻十三・君臣論）[3]。
- 「君のために百年の命を截つ、夏虫の火に入りて死するにも同じくして、愚かなり」

## 山鹿流の伝系
素行の兵学直門は140名くらい。直系、血縁者で山鹿流を受け継いだのは、津軽藩の山鹿嫡流と女系二家、平戸藩の山鹿傍系と庶流男系の両氏である。
素行の兵学を講受した諸大名・旗本には、津軽信政 、津軽信寿 、津軽政兕、戸田忠真 、松浦鎮信 、松浦長祐   、大村守純 、稲垣重昭 、小笠原長祐 、小笠原長重 、本多忠真らがいる。

素行日記・年譜に吉良義央の名がよく登場し、流罪から放免された素行が最初に会った諸侯（大名・旗本）は義央である。吉良氏秘伝の『吉良懐中抄』が素行によって書写されて、山鹿高基が仕えた松浦家に継承され令和の御代まで現存している。反対に、義央の長男・上杉綱憲には素行の筆が加えられた山鹿家秘伝の書『楠正成一巻書』が伝えられている。
筑後国柳川藩でも山鹿流兵法師範がおり、文久年間に柳川藩士卒が山鹿流に編成された。加賀藩では、甲州流兵学者・関屋政春（有沢永貞の伯父）が素行に山鹿流を学んだことで広がった（加賀有沢流）。

### 弘前藩（嫡流）
津軽山鹿流伝系
　山鹿素行→山鹿政実（将監）→山鹿高豊（甚五右衛門）→山鹿高直（八郎左衛門）→山鹿高美（八郎左衛門）…山鹿素水→吉田松陰→木戸孝允
山鹿政実に学んだ津軽政兕は赤穂事件の直後に、真っ先に家臣らと吉良邸に駆けつけ、義央の遺体を発見し負傷者の救助に協力した。また赤穂浪士らは黒石津軽家と弘前藩津軽家からの討手の追い討ちを警戒し、泉岳寺まで最短距離ではない逃走ルートを、かなりの早足で撤退したと伝わる。この様子は同じく山鹿流が伝わる平戸藩にも記されている。 
政実の影響で津軽藩中の多くが赤穂浪士には批判的であり、津軽信政（実際は実権を得た津軽信寿および大道寺直聴の判断）により、赤穂浪士に同情した滝川主水を宝永5年（1708年）に閉門、知行没収の厳罰に処し、墓や供養塔の破却を命じている。また、重臣の乳井貢が素行に倣い朱子学を批判するのみならず、元禄赤穂事件をも激しく非難する著作を発表している 。 
この系統から幕末に兵法学者として活躍した山鹿素水が出た。素水は、大垣藩士・小原鉄心、豊後岡藩士・鵜飼枝美など各藩の有力者に山鹿流を伝授した。また諸国放浪の際に九鬼隆都（丹波綾部藩主）に見いだされ、異例の知遇を得ている。
他に素行の2人の娘は三次浅野家の臣から津軽信政に仕した山鹿高恒と、のちに津軽藩家老になる門人、津軽政広に嫁した。

### 維新回天
幕末に長州藩では、吉田松陰が相続した吉田家が代々、藩学である山鹿流師範家となっており、吉田松陰は藩主毛利敬親の前で「武教全書」戦法偏三の講義を行っている。松陰は叔父にあたる玉木文之進から山鹿流を授している。江戸に出た松陰は肥後の山鹿流兵学者・宮部鼎蔵と同志になり、東北旅行では興譲館で山鹿流古学や蘭学の高橋玄勝（はるまさ）らと交流するため米沢藩城下に宿泊している。松陰と宮部鼎蔵は1851年（嘉永4年）、山鹿素水に学んでいる。
明治維新で活躍した高杉晋作、久坂玄瑞、木戸孝允、山田顕義ら長州藩の松陰門下生は、藩校・明倫館、松下村塾で山鹿流を習得している。
玉木文之進から山鹿流を講授された長州藩出身の 乃木希典は、明治天皇に殉死する前の大正元年（1912年）9月10日、学習院長として養育にあたっていた裕仁親王時代の昭和天皇、淳宮雍仁親王（後の秩父宮雍仁親王）、光宮宣仁親王（後の高松宮宣仁親王）に対し、山鹿素行が記した山鹿流の神髄である尊王思想の歴史書である「中朝事実」を自ら筆写して献呈した。

## 平戸藩
肥前国平戸藩では素行の庶子の山鹿高基が兵法師範に採用されて山鹿流が伝来、また弟の山鹿平馬（義昌）が家老に採用されている。山鹿流に学んだ平戸藩ならびに松浦家は、『山鹿語類』に「復仇の事、必ず時の奉行所に至りて、殺さるるゆゑんを演説して、而して其の命をうく。是れ古来の法也」とあるを論拠として「公儀の免許を得ず、徒党を組み飛び道具を以て押入るのであるから、素行の思想からすれば許すべからざる暴挙である」と元禄赤穂事件を批判している。（ただし、平戸藩邸（下屋敷）は本所にあり旧吉良邸に近く、また松浦氏は柳の間で諸大名に作法・礼儀の指南をしており、総じて吉良寄りである）。
平戸山鹿庶流（兵法家）
　山鹿高基（万助）→山鹿高道→山鹿高武→山鹿高賀（高武の弟）→山鹿高忠（高賀の養子）→山鹿高元→山鹿高満→山鹿高明（松浦熈の五男）→山鹿高紹（山鹿高明の妹（於松）婿）→山鹿高通→山鹿高三
平戸山鹿別家（家老）
　山鹿義昌（平馬）→山鹿義甫→山鹿義一＝山鹿義著→山鹿義都＝伊織義肥＝山鹿義勉＝山鹿義質

## 赤穂藩
承応2年（1653年）に築城中であった赤穂城の縄張りについて山鹿素行が助言したともいわれ、これにより二の丸門周辺の手直しがなされたという説があり、発掘調査ではその痕跡の可能性がある遺構が発見されている。
しかし赤穂城は、広大な不等辺多角形で、本丸が南東に偏っており、「城は小さくまろく左右対称に作るべし」「堅固を前うしろにて致す心得のこと」という山鹿流の縄張りとは大きく異なる。
また、浅野長直は赤穂に流刑時代の素行お預かりを担当している。

### 創作・巷説と考察
芝居の赤穂浪士といえば「山鹿流陣太鼓」（越後流の働事太鼓）が有名だが、実際には「一打ち二打ち三流れ」という「山鹿流の陣太鼓」というものは存在せず物語の中の創作である。また、大石が「ダンダラの中に黒右二つ巴（赤穂大石氏家紋）」が描かれた薄い平太鼓を叩いているが、山鹿流の兵学にタンバリンのような平太鼓の記載はない。さらに、大将が自ら家祖の紋を撥にて叩くのは不吉である。
押太鼓というのは広い戦場での合図のために用いるため、川中島絵巻や屏風（山鹿流では「車懸りは敵方の備え立て三段四段なるに用ふれば功大なり」と記す）に描かれているような「長胴太鼓」で非常に大きい。とても一人の人間が左手だけでぶら下げて持てるものではない。また、実践では大将は指図はするが、自分で太鼓を叩いたりはしない（「旗本や諸手の可作法の事」）。赤穂義士側の史料では討ち入りでは「太鼓はなく鉦が鳴らされた」と書かれている。
石岡久夫という文学博士・弓道家は菅谷政利が山鹿流を学んだとしているが、赤穂市史編纂室は疑問視し、菅谷を「もっとも行動や考えのわかりにくい一人である」と述べている。同様に同市編纂室は「一次資料である山鹿素行日記・年譜に全く記載がない」事を理由に大石良雄や大石良重が山鹿素行から山鹿流を学んだとする説をも記していない（wikipediaにおける両記事もこれに倣っている）。中央義士会も「史学的には山鹿素行と大石は無関係」としている。
素行の年譜や日記において、赤穂義士の名は一人も書かれていない。また反対に、『堀部武庸日記』『赤城盟伝』など義士の著作や書簡、及び『堀内伝右衛門覚書』『波賀朝栄（ともひさ）覚書』ら義士から聞き取りした文献に、山鹿流や素行の記述は皆無である。
石岡博士の論文には、大石良雄は小幡景憲の門人・近藤正純系の甲州流軍学を正純の子・源八（浅野内匠頭の臣）から受けたのを「兵家系図」で確認しており、赤穂転封前の笠間藩以来盛んであった甲州流が兵法修学の基盤であり、山鹿流陣太鼓説には疑問を呈している。一方で山鹿素行と大石家には明らかに師弟関係があると記されている。

## 中興の祖・窪田清音
窪田派山鹿流
山鹿素水と相前後する山鹿流兵学の双璧であった窪田清音が、安政２年（1855年）幕府が開設した講武所の頭取兼兵学師範役に就任したことで、山鹿流は幕府兵学の主軸となった。幕府の御用学として山鹿流が採用されたのは、山鹿素水、九鬼隆都、窪田清音の関係によるものとされる。窪田清音の山鹿流兵学師範は外祖父である兵学者の旗本・黒野義方である。
山鹿流を軸に甲州流軍学、越後流、長沼流を兼修した窪田清音の兵学門人は三千人。近代兵器が出現後も、清音は山鹿流の伝統的な武士道徳重視の講義をしたが、石岡久夫の研究によると、清音が著した五十部の兵書のうち晩年の「練兵新書」、「練兵布策」、「教戦略記」などは練兵主義を加え、山鹿流を幕末の情勢に対応させようとした大きな傾向があるという。この窪田兵学門人の英才である若山勿堂の山鹿流門下から、勝海舟、板垣退助、土方久元、佐々木高行、谷干城、清岡道之助ら幕末、明治に活躍した逸材が輩出された。
日米修好通商条約の遣米使節団として訪米後、横須賀製鉄所の建設を推進した小栗上野介 も窪田清音から山鹿流を学んでいた。小栗の「幕府の命運に限りがあるとも、日本の命運に限りはない。」との発言は、皇統を尊重する思想と武士道精神を土台とする山鹿流兵学の思想そのもので小栗に与えた影響は大きいと分析している。

## 山鹿流兵学の弱点
- 免許皆伝の井伊直弼が桜田門外で討たれたように、奇襲・冬の陣・夜討ち・数の暴力に極めて弱く、実戦的ではないとされる[40]。
- 山鹿流教授であった吉田松陰でさえも、その精神こそ素晴らしいものであるが山鹿流兵学では夷狄にかなわず、西洋兵学を導入すべきだと主張していた[41]。

## 山鹿流著作
主として山鹿素行によるものを挙げるが津軽・平戸・長州の諸藩にも門弟による著作が多数ある。
- 山鹿素行子 著『武教全書 2巻』,天保15(1844).国立国会図書館デジタルコレクション
- 山鹿高興 著『中朝事實』上,下,乃木希典,国立国会図書館デジタルコレクション
- 山鹿素行 (高祐) 著『聖教要録』,柳谷謙太郎,明42跋. 国立国会図書館デジタルコレクション
- 山鹿素行 著 ほか『配所残筆 : 附・臣職論』,皆兵社,明44.6.国立国会図書館デジタルコレクション
- 山鹿素行 著 ほか『謫居童問』,博文館,大正2. 国立国会図書館デジタルコレクション
- 素行子山鹿高興 著『武家事紀』上巻,山鹿素行先生全集刊行会,大正4-7. 国立国会図書館デジタルコレクション
- 素行子山鹿高興 著『武家事紀』中巻,山鹿素行先生全集刊行会,大正4-7.国立国会図書館デジタルコレクション
- 素行子山鹿高興 著『武家事紀』下巻,山鹿素行先生全集刊行会,大正4-7.国立国会図書館デジタルコレクション
- 国民精神文化研究所 編『山鹿素行集』第1卷,目黒書店,昭和18-19.国立国会図書館デジタルコレクション
- 国民精神文化研究所 編『山鹿素行集』第2卷,目黒書店,昭和18-19.国立国会図書館デジタルコレクション
- 国民精神文化研究所 編『山鹿素行集』第3卷,目黒書店,昭和18-19.国立国会図書館デジタルコレクション
- 国民精神文化研究所 編『山鹿素行集』第4卷,目黒書店,昭和18-19.国立国会図書館デジタルコレクション
- 国民精神文化研究所 編『山鹿素行集』第5卷,目黒書店,昭和18-19.国立国会図書館デジタルコレクション
- 国民精神文化研究所 編『山鹿素行集』第6卷,目黒書店,昭和18-19. 国立国会図書館デジタルコレクション
- 国民精神文化研究所 編『山鹿素行集』第7卷,目黒書店,昭和18-19.国立国会図書館デジタルコレクション
- 国民精神文化研究所 編『山鹿素行集』第8卷,目黒書店,昭和18-19.国立国会図書館デジタルコレクション